# 首都日报

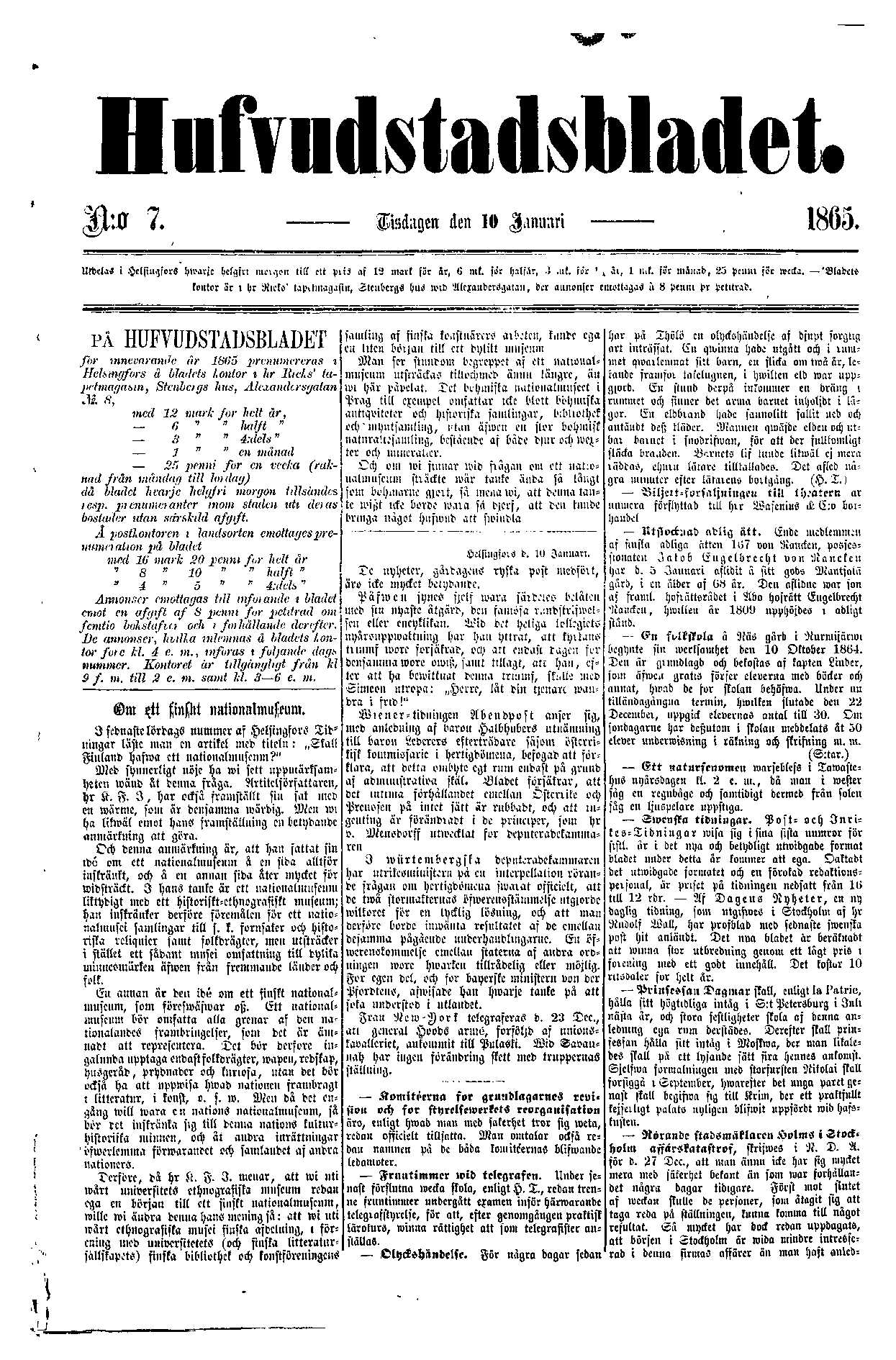
1865年1月10日的《首都日报》首页

首都日报（瑞典語：Hufvudstadsbladet，缩写为），是芬兰发行量最大的瑞典语报纸，创建于1864年。报纸的出版地点在芬兰首都赫尔辛基，但新闻的覆盖范围为芬兰全国。现任主编为苏珊娜·兰多（Susanna Landor）。该报每日发行，印刷量约为每日两万三千份。2004年起该报改用小型报的形式。

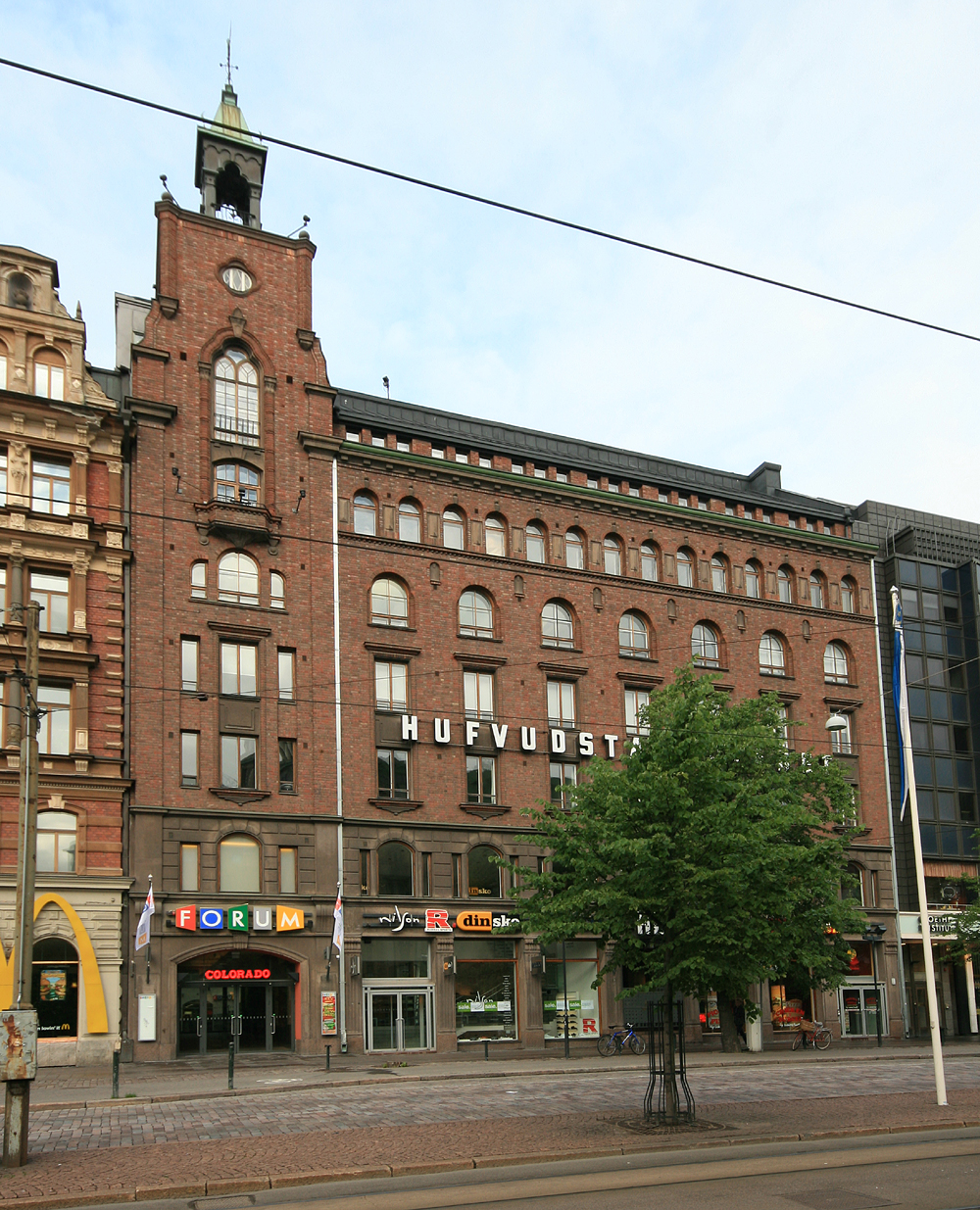
位于赫尔辛基市中心的报社大楼